# Віцемаршал повітряних сил
Віцемаршал повітряних сил (англ. Air vice-marshal, AVM) — військове звання Королівських повітряних сил Великої Британії, а також держав, які використовують британську систему військових звань (Австралія, Нова Зеландія, Пакистан та інші). З'явилося у 1919 році, невдовзі після заснування ВПС. За класифікацією держав членів НАТО відноситься до рангу OF-7.
В Великій Британії де ВПС окремий вид збройних сил, наряду з сухопутними силами і військово-морськими силами, кожен з видів збройних сил має свої особливі військові звання. Віцемаршал повітряних сил відповідає генерал-майору у сухопутних силах і морській піхоті та віцеадміралу у ВМС.
Віцемаршал вище за рангом від комодора повітряних сил та нижче від маршала повітряних сил.

## Історія

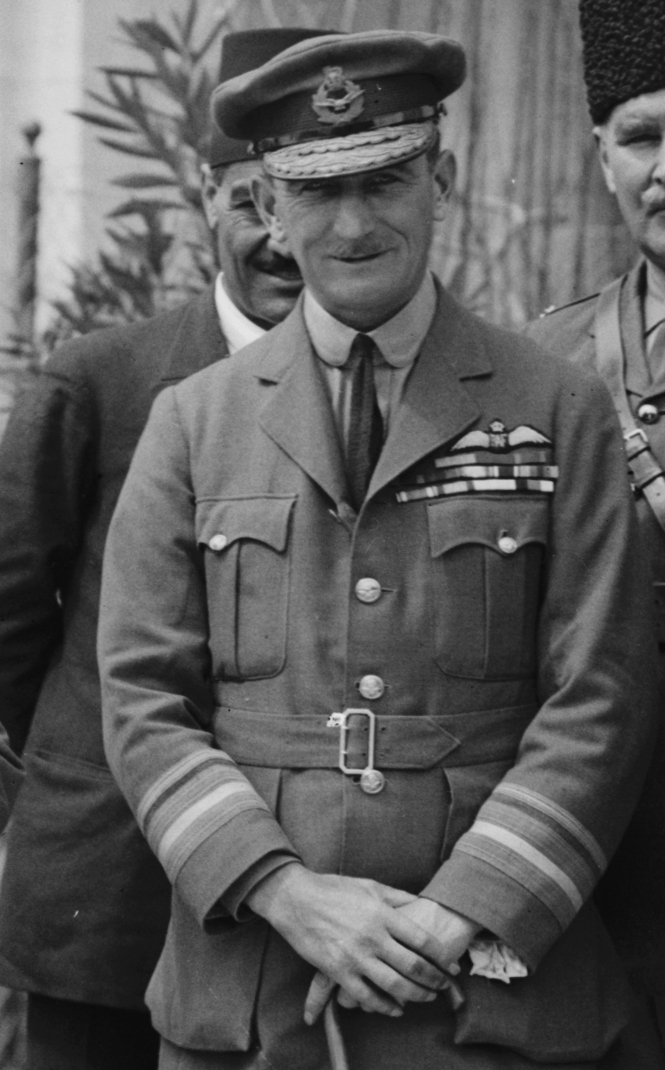
Сер Дж. Салмонд у однострої віцемаршала повітряних сил (1920)

Королівські повітряні сили (RAF) ведуть свою історію з початку офіційного формування 1 квітня 1918 року. Через рік після заснування нового виду збройних сил була затверджена нова система ієрархії власного зразка.
З 1 квітня 1918 по 31 липня 1919 у Королівських ВПС існувало звання генерал-майор. Знаками розрізнення генерал-майора ВПС була одна широка смуга, вище якої розміщувалася одна середня смуга, які розміщувалися на рукавах однострою, як у віцеадмірала флоту, але з орлом та короною над смужками.
З 1919 року у Королівських повітряних силах вводяться власні військові звання, генерал-майор авіації стає віцемаршалом повітряних сил.

## Знаки розрізнення
В Королівських ВПС існують свої знаки розрізнення, не пов'язані зі знаками розрізнення Сухопутних сил і побудовані на комбінації смужок різної ширини, які схожі на знаки розрізнення Військово-морського флоту.
Знаками розрізнення віцемаршала повітряних сил є одна широка смуга, вище якої розташовується одна смужка середнього розміру. Знаки розрізнення розміщуються на погонах чи рукавах.
Авіація Військово-морських сил використовує знаки розрізнення, як і інші військовослужбовці ВМС (з додаванням емблеми авіації над стрічками).